# Арена Байшада
«Ли́га Аре́на» (порт. Ligga Arena), до 24 июня 2023 года — «Аре́на Байша́да» (порт. Arena da Baixada) или полностью Стадион им. Жуаки́на Аме́рико Гимара́йнса (порт. Estádio Joaquim Américo Guimarães) — футбольный стадион в Бразилии, расположенный в городе Куритиба. Является домашней ареной клуба «Атлетико Паранаэнсе». Один из стадионов, принимавших матчи чемпионата мира 2014 года, который состоялся в Бразилии. Один из наиболее современных стадионов Бразилии.

## История
Стадион Калдейра́н ду Дья́бу (порт. Caldeirão do diabo) был открыт 6 июня 1914 года в районе Куритибы Агуа-Верди. Его официальное название было дано в честь президента клуба «Интернасьонал» из Куритибы, который в 1924 году объединившись с клубом «Америка» из того же города и образовал команду «Атлетико Паранаэнсе».
В 1990-е годы стадион был существенно модернизирован. В это было вложено 30 млн бразильских реалов, что по тогдашнему курсу примерно соответствовало аналогичной сумме в долларах США. Арене Байшаде (джинн по имени Байшада — символ клуба «Атлетико Паранаэнсе») было присвоено название Kyocera Arena, в честь главного спонсора модернизации, японской фирмы Kyocera. В апреле 2008 года соглашение о сотрудничестве с Kyocera подошло к концу и стадиону было возвращено исконное общеупотребительное название Arena da Baixada.
В 2008 году было объявлено, что стадион будет бороться за право принять матчи чемпионата мира 2014 года. Несмотря на то, что официальная вместимость стадиона составляет лишь 25 тыс., даже сейчас он может принимать порядка 35 тыс. зрителей (рекорд зафиксирован 5 мая 2002 года в матче против «Крузейро» (1:2) — 34 514 зрителей). 31 мая 2008 года, вскоре после того, как стало известно о том, что Бразилия примет чемпионат мира 2014 года, было принято решение, что в случае попадания Арены Байшады в итоговый список стадионов турнира, его вместимость будет увеличена до 47 375 зрителей.
22 июня 2023 года телекоммуникационная компания Ligga Telecom, спонсор «Атлетико Паранаэнсе», приобрела право на название стадиона, которому с 24 июня 2023 года присвоено имя Ligga Arena. Контракт подписан на 15 лет на сумму около 200 млн реалов.

## Матчи чемпионата мира, сыгранные на стадионе
В рамках турнира на стадионе состоялось четыре игры группового этапа:
| Дата         | Время (UTC-03) | Команда #1 | Счет | Команда #2 | Раунд    | Зрителей |
| ------------ | -------------- | ---------- | ---- | ---------- | -------- | -------- |
| 16 июня 2014 | 16:00          | Иран       | 0:0  | Нигерия    | Группа F | 39,081   |
| 20 июня 2014 | 19:00          | Гондурас   | 1:2  | Эквадор    | Группа E | 39,224   |
| 23 июня 2014 | 13:00          | Австралия  | 0:3  | Испания    | Группа B | 39,375   |
| 26 июня 2014 | 17:00          | Алжир      | 1:1  | Россия     | Группа H | 39,311   |